# Radio Star (film)
Pour les articles homonymes, voir Radio Star.
Pour plus de détails, voir Fiche technique et Distribution.
Radio Star (라디오 스타) est un film sud-coréen réalisé par Lee Joon-ik, sorti en 2006.

## Synopsis
Choi-gon, un ancien rockeur star, chante désormais dans un café de seconde zone. Après un incident avec un client, il se retrouve derrière les barreaux. Son manager depuis 20 ans, Min-soo, trouve un arrangement avec un producteur de radio pour le faire sortir. Choi-gon doit alors, à contre-cœur, animer une émission pour la radio.

## Fiche technique
- Titre : Radio Star
- Titre original : 라디오 스타
- Réalisation : Lee Joon-ik
- Scénario : Choi Seok-hwan
- Musique : Bang Jun-seok
- Photographie : Na Seung-yong
- Montage : Kim Jae-beom et Kim Sang-beom
- Production : Choi Joon-hwan (producteur délégué)
- Société de production : Achim Pictures et CJ Entertainment
- Pays :  Corée du Sud
- Genre : Comédie dramatique
- Durée : 112 minutes
- Dates de sortie : 
  -  Corée du Sud : 27 septembre 2006

## Distribution
- Park Joong-hoon : Choi-gon
- Ahn Sung-ki : Park Min-su
- Choi Jeong-yun : Kang Suk-young
- Shin Jeong-geun : le président Nam
- Lee Yeong-seok : le grand-père de Noo-rung

## Distinctions
Le film a été nommé pour cinq Blue Dragon Film Awards et ses deux acteurs, Park Joong-hoon et Ahn Sung-ki, ont remporté ex-æquo le prix du meilleur acteur.